# Control Panel

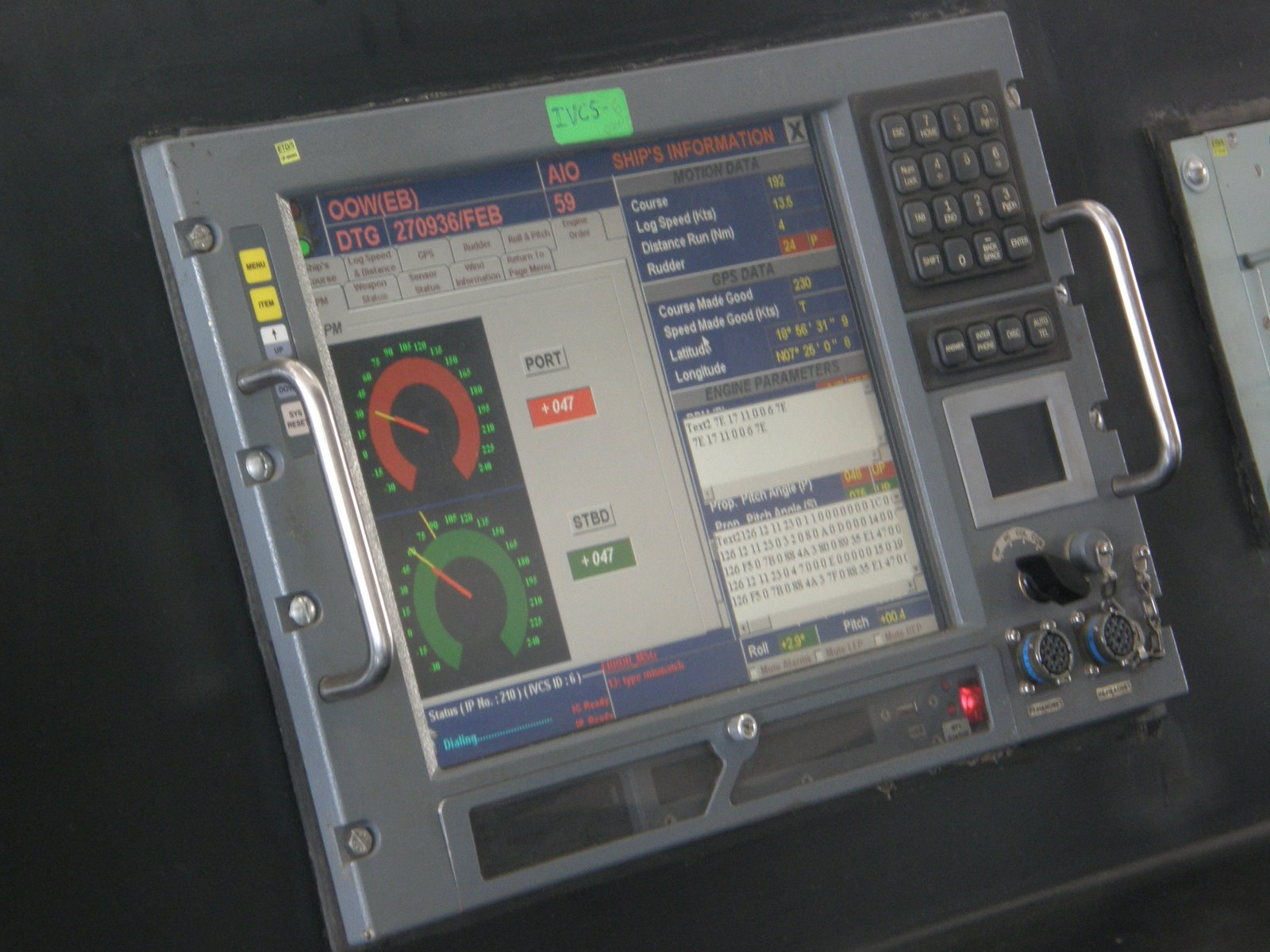
Control Panel

Ein Control Panel ist ein Visualisierungsgerät. Es kann nur aus einem Display bestehen oder mit Funktionstasten, numerischer oder alphanumerischer Tastatur ausgestattet sein. Ein Control Panel wird zur Bedienung einer Maschine oder bei der Automatisierung eines Gebäudes eingesetzt. Dabei kann es von der eigentlichen Steuerung, einem Industrie-PC oder Embedded-PC, räumlich getrennt sein. Je nach Technologie (CP-Link, DVI/USB, Ethernet) kann der Abstand zwischen Rechner und Panel zwischen 5 m und 100 m betragen.
Man unterscheidet freistehende Control Panel und Einbau-Control Panel. Bei der freistehenden Variante erfolgt die Montage an einem Tragarm. Hier ist besonderes Augenmerk auf die Schutzart des Control Panel zu legen. Einbau-Panel werden entweder in die Front eines Schaltschrankes, einer Maschine oder in eine Wand eingebaut.
Control Panel mit eigener CPU werden als Panel PC oder Power Panel bezeichnet. Sie verfügen auf der Rückseite über einen Industrie-PC und benötigen somit keine übergeordnete Steuerung.